# Birmingham Small Arms Company
A Birmingham Small Arms Company (BSA) é uma empresa fundada em 1861, com sede localizada na cidade de Birmingham na Inglaterra.
O conglomerado industrial produz armas de fogo, equipamentos militares e munição; bicicletas e motocicletas; automóveis e chassis para veículos, máquinas e ferramentas, aços especiais e produtos químicos.

## Galeria

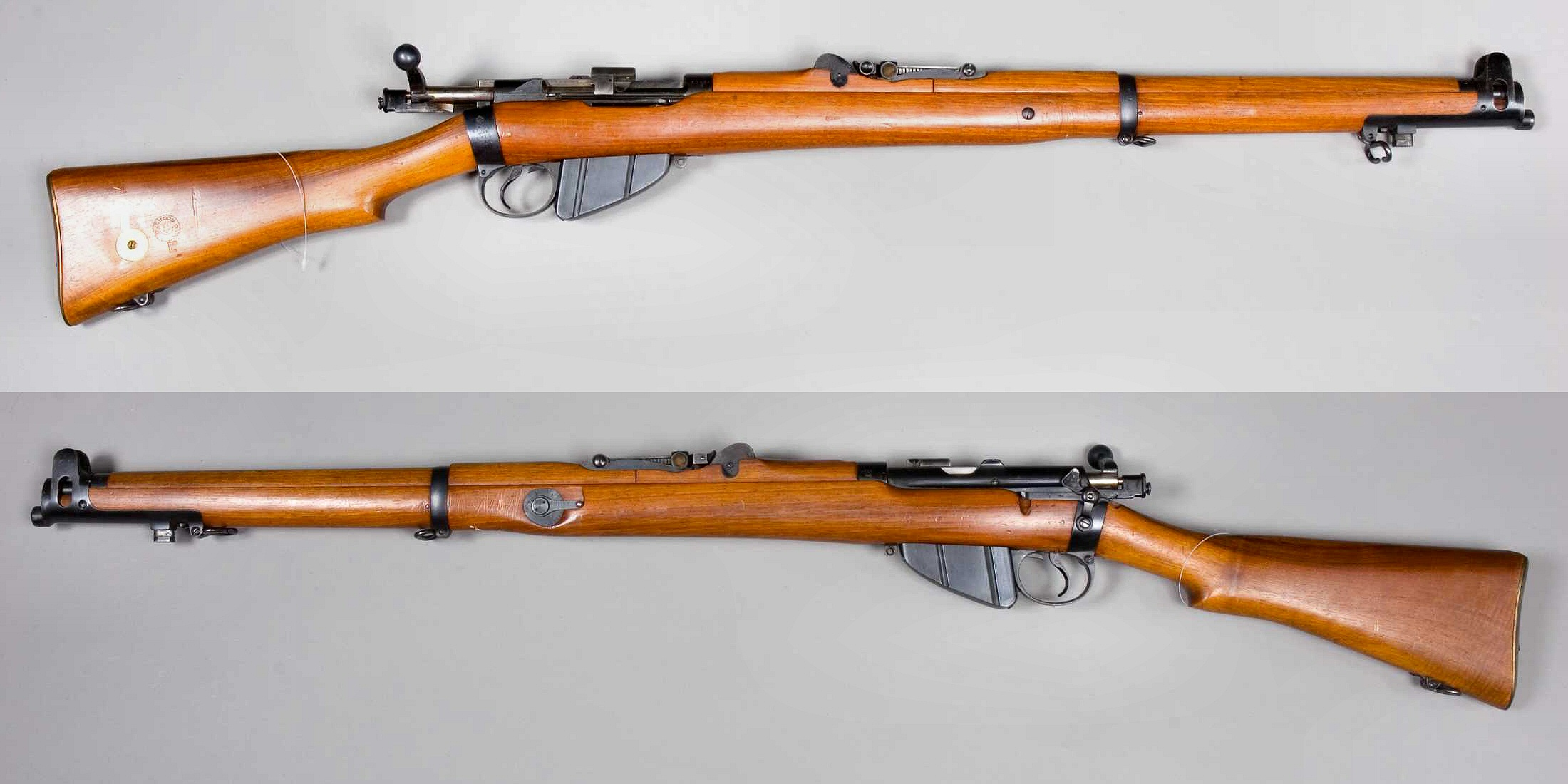
Rifle modelo Lee-Enfield (1895–1926).
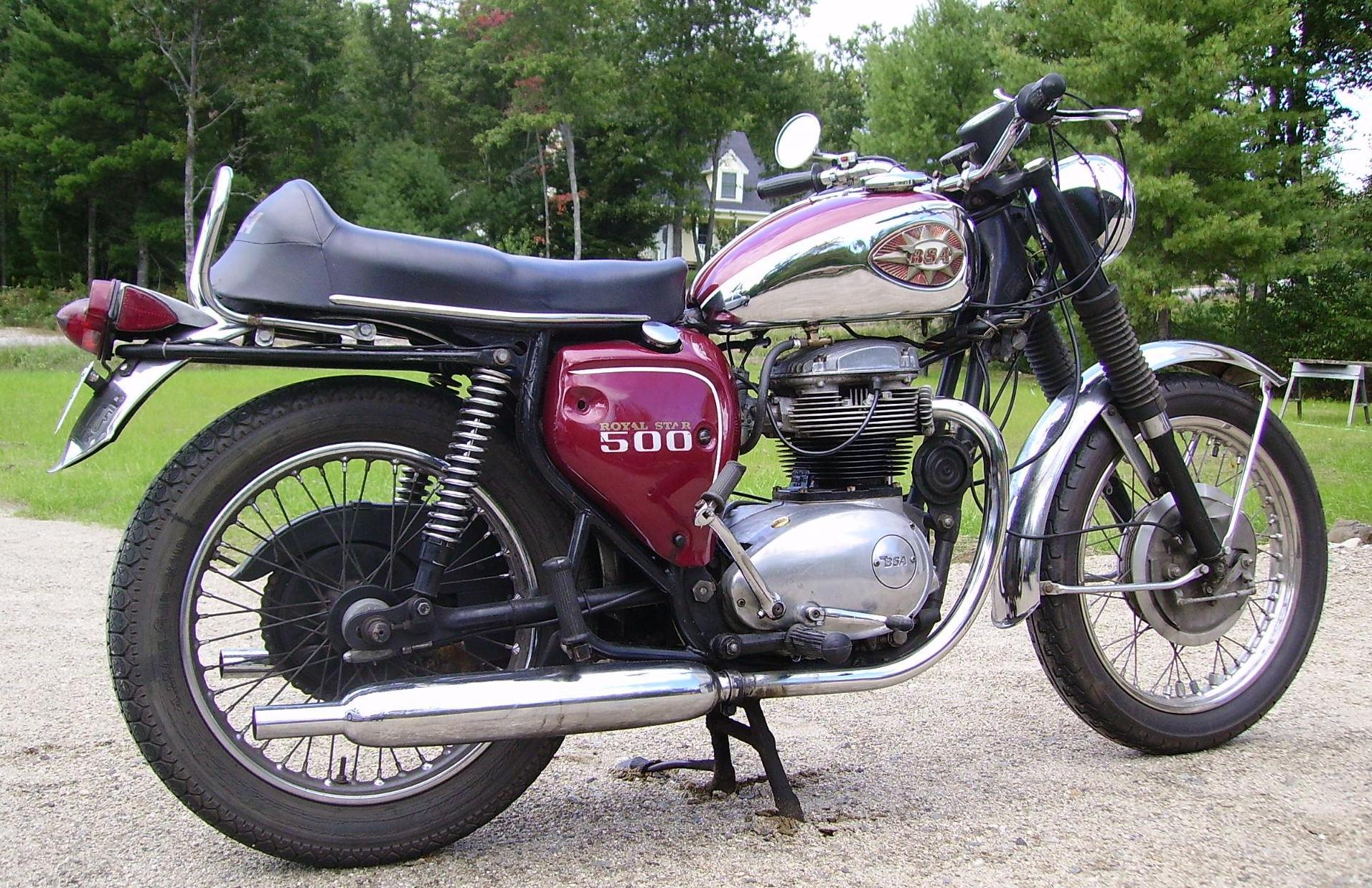
Motocicleta modelo BSA A50 (1969).
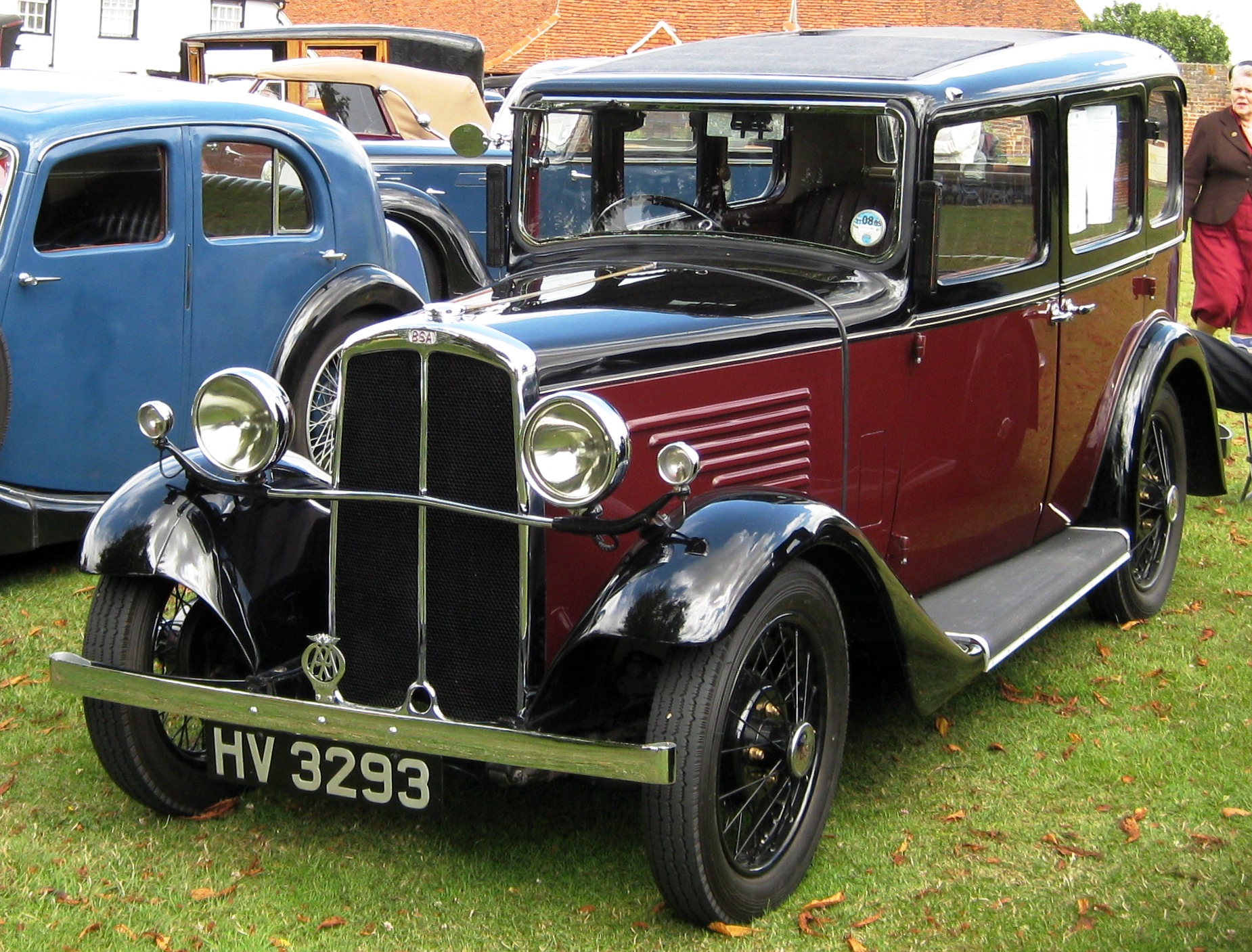
BSA 10 (1933).